# Johann Andreas Stein

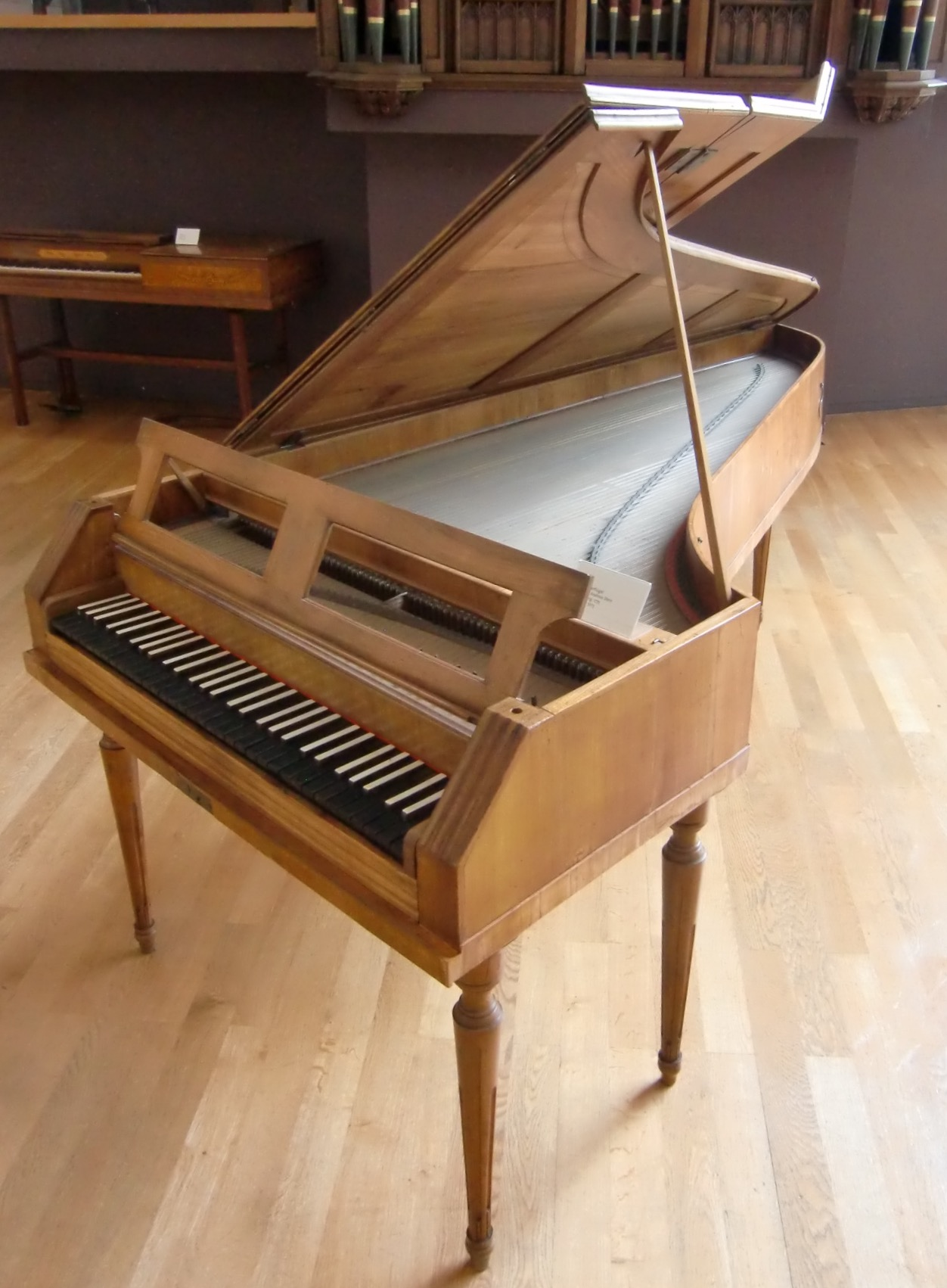
Fortepiano de J.A. Stein.

Johann Andreas Stein (16 de mayo de 1728, Heidelsheim, Alemania - 29 de febrero de 1792, Augsburgo, Alemania) fue un destacado fabricante de órganos, clavicordios, claves y pianos. Fue el fundador de una tradición de pianos de construcción que fueron utilizados por Joseph Haydn, Wolfgang Amadeus Mozart y Ludwig van Beethoven.

## Biografía
Johann Andreas Stein nació el 16 de mayo de 1728 en Heidelsheim (Alemania). Fue discípulo de Johann Andreas Silbermann en Estrasburgo y de Franz Jacob Spath en Ratisbona. Stein comenzó a reparar, mantener y construir instrumentos (órganos, clavicordios, claves y pianos) en Augsburgo en 1750. En 1757 era organista del Barfusserkirche de Augsburgo donde construyó el órgano famoso (destruido). En 1777 Wolfgang Amadeus Mozart realizó una visita al taller de Stein y se quedó asombrado por sus pianos. El mecanismo inventado por sus pianos, probablemente más adelante alrededor de 1780, recibió el nombre de «mecanismo alemán» y sirvió después como base para el desarrollo en Viena del «mecanismo vienés». La fábrica de Stein fue traslada a Viena en 1794 por su hija Nannette Streicher. De los instrumentos de Stein existen hoy un órgano; dos  instrumentos vis-à-vis, que combinan un clave y un piano; un claviórgano, que combina un registro de tubos de un órgano y un piano; catorce pianos, y dos clavicordios.
Sobrevivieron dos clavicordios de Stein, uno de ellos, ahora en el Museo Nacional de Budapest, fue comprado por Leopold Mozart para practicar mientras viajaba. Un claviórgano se encuentra ahora en el Museo Histórico de Gotemburgo. Los pianos Stein han servido como modelos para constructores contemporáneos como Philip Belt y Paul McNulty.